# Benifonts
Benifonts (Benifóns en castellà) és un poble de la comarca aragonesa de la Ribagorça, situat a la vall de Castanesa dels Pirineus d'Aragó. Pertany al municipi de Montanui. És a 1.194 msnm, a la riba esquerra de la Valira de Castanesa, entre Herbera i Noals. L'any 2007 tenia 14 habitants. La seva església és de construcció moderna, ja que l'església vella està en ruïnes i depèn de la parròquia de Noals. Als afores es troben les ruïnes de l'ermita de Sant Pere Màrtir, del segle xii.